# Hahn am See
Hahn am See är en kommun och ort i Westerwaldkreis i förbundslandet Rheinland-Pfalz i Tyskland. Namnet på kommunen var Hahn bei Wallmerod fram till 1 maj 1980.
Kommunen ingår i kommunalförbundet Verbandsgemeinde Wallmerod tillsammans med ytterligare 20 kommuner.